# Vittorio Emanuele Taparelli d'Azeglio

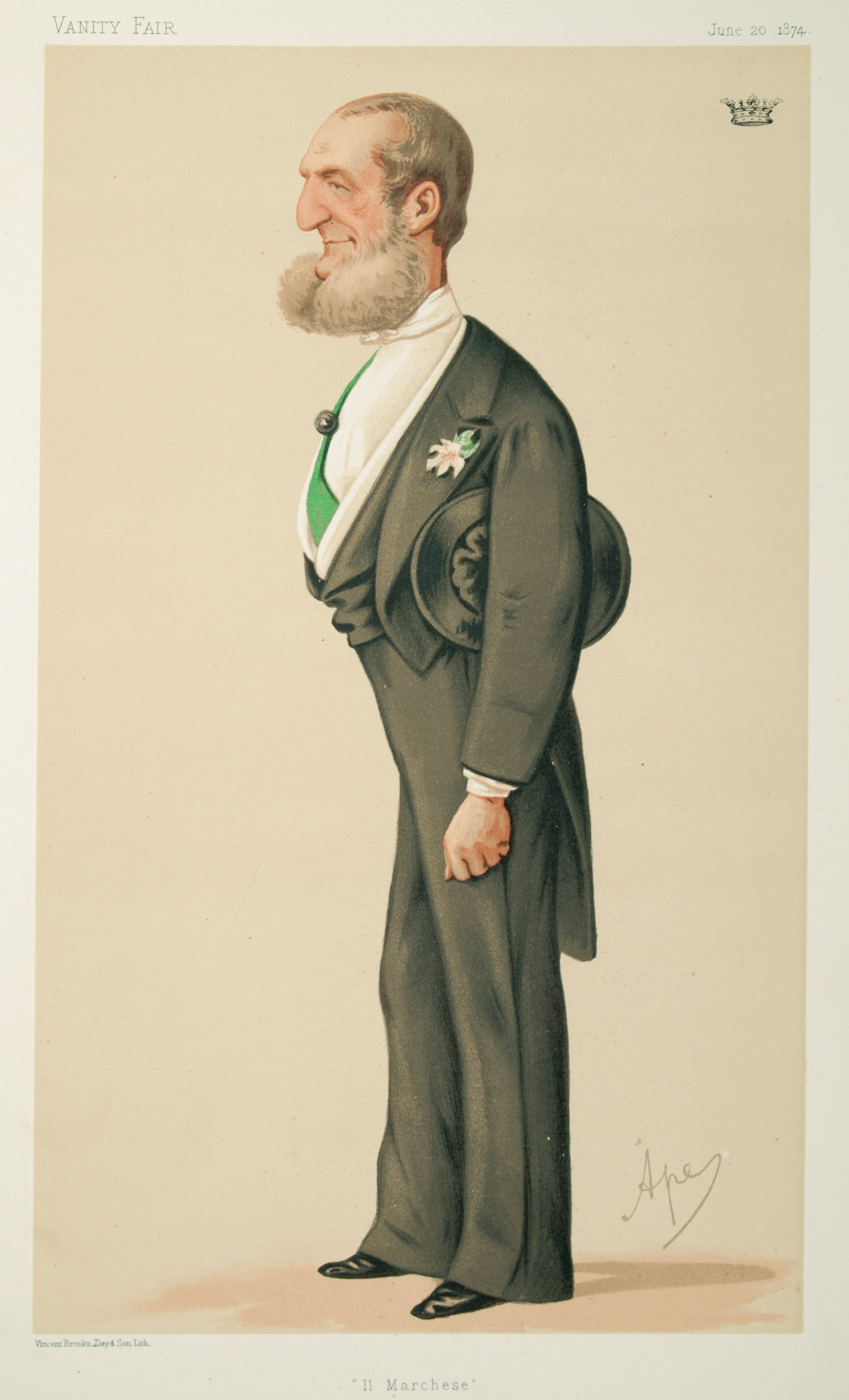
"Il Marchese"O Marquês D'Azeglio, uma caricatura por Ape (Carlo Pellegrini) na Vanity Fair, junho de 1874

Vittorio Emanuele Taparelli d'Azeglio (17 de setembro de 1816 - 24 de abril de 1890) foi um diplomata e político italiano de Turim.
Ele foi co-fundador do St James's Club em Londres em 1857. Ele foi também um coleccionador de arte e, por algum tempo, foi presidente do Burlington Fine Arts Club em Londres.

## Honras
- Cavaleiro de Grã-cruz na Ordem dos Santos Maurício e Lázaro.[1]